# Nis Tyrrestrup
Nis Tyrrestrup er en dansk bassist. Han er primært kendt for sin tilknytning til bandet Love Shop, som han har spillet med siden 2014, og som medlem af Mads Langers faste backingband. 
Tyrrestrup medvirkede på et enkelt nummer på Jette Torps album New tracks fra 2001 og indspillede herefter fra 2004 til 2005 med bandet Naut tre albummer. Efter Naut medvirkede han på album med Mads Langer og Louise Hart. I 2010 medvirkede han sammen med en lang række danske artister på Mika Vandborgs album 2010, og efter yderligere medvirken på en række danske album var han i 2014 med på indspilningen af Love Shops kritikerroste album Kærlighed og straf.
Sideløbende med samarbejdet med Love Shop har Tyrrestrup medvirket på album med Sko/Torp, Mads Langer og Kristina Holgersen. 
Han er i dag fast medlem af Love Shop.